# Cima della Laghetta
La Cima della Laghetta è un rilievo dei Monti della Laga che si trova a cavallo tra Abruzzo e Lazio, al confine fra la provincia di Teramo e quella di Rieti, tra il comune di Amatrice e quello di Crognaleto. 
É una dorsale erbosa che dalla "Sorgente Pane e Cacio" sale fino ai 2270 m s.l.m. dell'Anticima sud della Laghetta per poi raggiungere la Cima della Laghetta a quota 2369 m s.l.m. e infine l'Anticima nord della Laghetta a 2372 m s.l.m.